# Bánföldi Zoltán (festő)
Bánföldi Zoltán (Budapest, 1962. október 2. –) festő, performer.

## Életútja

### Kiállításai

#### Egyéni
- 1992 • Home Galéria, Budapest • Poszterház
- 1995 • Ericsson Galéria, Budapest • Vízivárosi Galéria, Budapest
- 1996 • Duna Galéria, Budapest • Művészeti Fesztivál, Kapolcs • Corvin Bank, Budapest • V. A. M. Design Center • Beer-Sheva, Izrael
- 1997 • Illárium Galéria
- 1998 • Teátrum Galéria, Budapest • Bank Center, Budapest • Budapest Galéria, Budapest
- 1999 • Performance, Goethe Intézet, Budapest
- 1991 • Expanzió, 4. Nemzetközi Performance Fesztivál, Érsekújvár
- 1993 • Művészbál, Győr • Expanzió, Vác • Művészeti Fesztivál, Kapolcs
- 1994 • Na-Ne Galéria, Budapest
- 1995 • Művészeti Fesztivál, Kapolcs • Almássy téri Szabadidő Központ, Budapest
- 2019 • Giovanni Risi kalandos élete, Budapest • Art Salon, Budapest

#### Csoportos
- 1989 • Open Haven M., Amszterdam
- 1990 • Wilhelmina Build. Apeldoorn, Pool, Amszterdam
- 1991 • Magyar Műhely Találkozó, Szombathely
- 1992 • Strand Expo, Budapest • “Űr”-kiállítás, Vajda LSG, Szentendre • Csongrádi Galéria, Csongrád • I. M. Miles Davis, Vajda LSG, Szentendre
- 1993 • Imatra, Kuopio, Nurmes (FIN) • Agora Fesztivál, Budapest • II. Nemzetközi Grafikai Biennálé, Győr
- 1994 • Budapesti Art Expo ’94, Hungexpo • Csongrádi Galéria, Csongrád • Széchenyi Múzeum, Nagycenk
- 1995 • Budapesti Art Expo ’95, Hungexpo • Agora Fesztivál, Budapest • Ottensteini Kastély Múzeum (A) • Csontváry Galéria, Budapest
- 1996 • Trompe L’Oeil, Görög Templom, Vác • Budapest Kongresszusi Központ “C” csoport kiállításai, Budapest
- 1993 • Tér-Képzetek, Budapest Galéria, Budapest • Művészbál, Győr • Strand Expo, Zsinagóga, Győr • Napóleon Ház, Győr • Tűzoltó u. 72., Budapest
- 1994 • Bartók ’32 Galéria, Budapest
- 1995 • Pandora Galéria, Budapest • Modern Művészeti Múzeum, Rijeka • Helyzetkép/Magyar szobrászat, Műcsarnok, Budapest • Francia Intézet, Budapest
- 1996 • Drog, Bartók ’32 Galéria, Budapest

Oktatói tevékenység
2016 óta vizuális kommunikáció kurzust tart az Óbudai Egyetemen.